# Rhinen
Rhinen (tysk: Rhein, fransk: le Rhin, hollandsk: Rijn) er en europæisk flod, der udspringer ved Tomasee ved Oberalppasset i den schweiziske kanton Graubünden i den sydøstlige del af de Schweiziske Alper. Floden danner grænse mellem Schweiz og Østrig, mellem Schweiz og Liechtenstein og mellem Schweiz og Østrig, inden den løber ud i Bodensee, hvor den danner grænsen mellem Schweiz og Tyskland. Nord for Basel danner Rhinen grænsen mellem Frankrig og Tyskland indtil et punkt sydvest for Karlsruhe, hvorfra Rhinen løber gennem det tyske Ruhr-distrikt. Øst for Nijmegen løber Rhinen videre ind i Holland for til sidst at løbe ud ved Nordsøkysten. Den største by ved Rhinen er Köln med et indbyggertal på 1.024.373 (2012). Rhinen er med sine 1.232 km den tredjelængste flod i Europa, kun overgået af Donau (2.830 km) og Volga (3.530 km).
Rhinen er en af verdens mest populære krydstogtsfloder. Den største hindring er det 20 meter høje vandfald Rheinfall ved Schaffhausen. Der er mange legender om floden. Den mest kendte er beretningen om Lorelei, som druknede sig af kærlighed og blev til en havfrue. Hendes sang lokker ifølge digteren Heinrich Heine sømænd i døden og får skibene til at kæntre. Hendes statue kan ses på en landtange mellem St. Goar og St. Goarshausen omkring 26 km nord for Rüdesheim. Denne strækning er den dybeste og mest vanskelige at passere på Rhinen.
Rhinen og Donau dannede tilsammen det meste af grænsen Limes Germanicus, der adskilte Romerriget fra de germanske stammer fra år 83 til omkring år 260. Siden dengang har Rhinen været en vigtig handelsvej, som gjorde det muligt at transportere gods på lange afstande. De mange borge og fæstningsværker langs med Rhinen vidner om den store betydning, som vandvejen havde under Det tysk-romerske Rige.

## Navnets oprindelse (Etymologi)
De mange varianter af navnet Rhinen i moderne sprog kommer alle fra det Galliske navn Rēnos, der betyder den som flyder. Omkring 1. århundrede f.Kr. lod de græsk-romerske geografer navnet indgå i græsk  Ῥῆνος (Rhēnos) og latin Rhenus.

## Geografi
Rhinens længde er siden 1939 blevet opmålt med den særlige målestok "Rhinen-km", som begynder ved Rhin-broen i Konstanz (0 km) indtil udløbet ved Hoek van Holland (1.036,2 km).
På grund af forskellige kanalprojekter i det 19. og 20. århundrede er flodens længde blevet væsentligt forkortet.
Rhinens samlede længde fra udspringet af Rhinen i Alperne gennem Bodensøen og videre til deltaet i Nordsøen er opmålt til 1.232 km af det hollandske "Dutch Rijkswaterstaat" i 2010.

### Forløb
Rhinen kan opdeles i sektionerne Rhinens udspring, Vorderrhein, Hinterrhein, Alpenrhein, Bodensøens Obersee, Seerhein, Bodensøens Untersee, Hochrhein, Oberrhein, Mittelrhein, Niederrhein og Rhinen-Maas-Schelde deltaet.

#### Rhinens udspring
Rhinen begynder reelt først, når floderne Hinterrhein og Vorderrhein løber sammen ved Tamins-Reichenau. Højere oppe findes det omfangsrige net af vandløb, som tilfører vand til Rhinens udspring. Området ligger hovedsageligt i den schweiziske Kanton Graubünden, der spænder fra Gotthardmassiv mod vest over den italienske dal Tessin i syd til Flüelapasset mod øst.
Tomasee nær ved Oberalppasset ved Sedrun i Skt. Gotthard er udspring for Vorderrhein og dermed også for Rhinen. Hinterrhein har sit udspring i Hochtal i Rheinwald som smeltevand fra Rheinwaldhorn-gletsjeren.

##### Hinterrhein
Hinterrhein er 64,9 km lang og er således kortere end Vorderrhein, men til gengæld har den en større vandmængde 59.6 m³/s. Udspringet ligger i Adula-Alpen (Rheinwaldhorn, Rheinquellhorn, Güferhorn). Den 64 km lange Hinterrhein løber først mod østnordøst og så videre mod nord. Den gennemløber tre dale Rheinwald, Val Schons og Domleschg-Heinzenberg. Mellem dalene passerer den slugtlandskaberne Roffla og Viamala.
Fra syd kommer bifloden Averser Rhein, der gennem Reno di Lei har sit udspring ved søen Lago di Lei, som delvist ligger i Italien. Ved Sils løber bifloden Albula til. Den kommer fra øst og har sit udspring i områderne omkring Albulapass og Julierpass.

##### Vorderrhein
Vorderrhein løber i østnordøstlig retning og er 75 km lang. Floden ved Tomasee.
Den løber gennem Vorderrheinschlucht. Ved udgangen af slugten ved Reichenau løber Vorderrhein sammen med Hinterrhein til Alpenrhein.

#### Alpenrhein
Ved Tamins-Reichenau løber Vorderrhein og Hinterrhein sammen til Alpenrhein. Alpenrhein er 90 km lang og falder 203 højde meter fra 599 til 396 meter over havet. Den løber østover forbi Chur, som er hovedby for kanton Graubünden, og videre mod nord, hvor den danner grænseflod med først Liechtenstein og dernæst Østrig, før den til sidst løber gennem Østrig, hvor en 5 km lang kanal leder floden ud i Bodensøen.
Rhinen udleder hvert år op til 3 millioner kubikmeter sediment i Bodensøen. For at begrænse følgevirkningerne heraf er det nødvendigt konstant at udvinde sten og grus fra søen ved udmundingen.

#### Bodensøen
Bodensøen består af Obersee (Oversøen), Untersee (Undersøen) og den korte kanal Seerhein ved Konstanz, som forbinder Bodensøens to dele. Søens kyster ligger i de to tyske delstater Bayern og Baden-Württemberg, den østrigske delstat Vorarlberg og endelig de to schweiziske kantoner Thurgau og St. Gallen. Rhinens løb gennem Bodensøen er 60 km, når man medregner den korte kanal.

##### Bodensøen Obersee
Man kan følge Rhinens kolde grå bjergvand et stykke ind i søen. Det kolde vand løber tæt ved overfladen indtil et sted i søen, som kaldes 'Rheinbrech', hvor det kolde vand synker i dybet. Lidt vest for øen Lindau kan man følge strømmen igen. Afhængig af vandstanden kan man stort set følge strømmen hele vejen gennem søen.

##### Seerhein
Den kun 4,3 km lange flod Seerhein forbinder Obersee med den omkring 22 cm lavere liggende Untersee.
Ved Seerheins begyndelse, i midten af den gamle bro ved Konstanz, ligger Rhinen-km nul, som er udgangspunkt for Rhinen-km afmærkningen til Rhinens udløb i Nordsøen. Bodensøens vandspejl var under Weichsel-istiden, der sluttede omkring ca. 9.600 f.Kr., omkring ti meter højere og dengang var Bodensøen en stor sammenhængende sø.

##### Bodensøen Untersee
Søen er omkring 62 km² stor. Man kan også følge Rhinens strøm gennem Untersee. Seerhein og Untersee danner grænsen mellem Schweiz og Tyskland.

#### Hochrhein
Hochrhein løber fra Rhinens udløb i vestenden af Bodensøen ved Stein am Rhein til det såkaldte Rhin-knæ ved Basel.
Undervejs falder vandhøjden fra 395 m til 252 m.
Undervejs danner Hochrhein langs hele længden grænsen mellem Schweiz mod syd og Tyskland mod nord.
I nærheden af Schaffhausen ligger vandfaldet Rheinfall, som med en middelvandføring på 373 m³/s er det tredjestørste vandfald i Europa efter Sarpefossen i Norge og Dettifoss i Island, når man anvender kriteriet Faldenergi.
Ved St. Anna-Loch nær Rheinfelden har Rhinen en dybde på 32 m.
Hochrhein er den sidste del af Rhinen, hvor man i udstrakt grad har bevaret flodens naturlige forløb. Strækningen er derfor præget af talrige strømfald.
Ved den lille schweiziske by Koblenz i Kanton Aargau munder Aare fra syd ud i Rhinen. Aare er kortere, men mere vandrig end Rhinen, så herefter mere end fordobles vandmængden i Rhinen på dens videre løb mod nord.
I centrum af Basel, som er den første storby ved Rhinen, ligger „Rheinknæet“ og her ender Hochrhein.

#### Oberrhein
Oberrhein er 362 km og løber mod nord, undervejs falder højden fra 252 m til 76 m. Den sydligste del af Oberrhein danner grænse mellem den franske delstat Alsace og den tyske delstat Baden-Württemberg. Den nordlige del ligger i Tyskland, hvor den danner grænse mellem delstaten Rheinland-Pfalz på den vestlige side og delstaterne Baden-Württemberg og Hessen mod øst og nord.
Oberrheindalen havde stor betydning allerede i Antikken og i Middelalderen. I dag er området hjemsted for mange vigtige industri- og servicevirksomheder, hovedsageligt i bycentrene i Basel, Strasbourg, Mannheim og Ludwigshafen. Med placeringen af Europaparlamentet i Strasbourg, ligger den ene af de tre europæiske "hovedstæder" således ved Oberrhein.
Landskabet langs Oberrhein er i det 19. århundrede blevet meget forandret gennem flodreguleringsprojekter. Det førte til højere strømhastighed og hermed større bunderosion og det førte videre til, at grundvandsspejlet faldt, og at dele af flodarmene blev tørlagt.
Frankrig anlagde fra 1932-1959 den 50 km lange Grand Canal d'Alsace (Rheinseitenkanal), mellem Basel og Breisach, som gjorde det muligt for skibe op til 5.000 tons at sejle fra Basel til Strasbourg.
Flere steder findes der store vandreservoirer og balancereservoirer, f.eks.Bassin de compensation de Plobsheim i Alsace.

#### Mittelrhein
Mittelrhein løber 159 km fra Bingen til Köln, hovedsageligt i den tyske delstat Rheinland-Pfalz.
Rhinen er den længste flod i Tyskland, og det er her, at de største bifloder løber til. Neckar, Main og senere Lahn og Mosel bidrager samlet med en middelvandføring på mere end 300 m³/s. Det nordøstlige Frankrig, det meste af Luxembourg og en lille del af Belgien bidrager gennem Mosel til Rhinen. Ved grænsen til Holland flyder 2.290  m³/s vand i en bredde på 400 m.
Ved Bingen er Rhinen 77,4 meter over havet, og landskabet skifter karakter. Floden løber nu gennem Oberes Mittelrheintal, en kløft omgivet af skiferbjerge. Kløften er ret dyb, og denne del af floden er kendt for sine vinmarker og mere end 40 borge fra middelalderen. Strækningen mellem Rüdesheim og Koblenz kaldes den "Romantiske Rhin" og den kom i 2002 på UNESCOs Verdensarvsliste som følge af en unik kombination af geologiske, historiske, kulturelle og industrielle mindesmærker.
Ved St. Goarshausen ved et skarpt sving ligger Lorelei-klippen. Lorelei druknede sig af kærlighed og blev en havfrue. Hendes statue står på en landtange. Det siges, at hendes sang lokker sømænd i døden og får skibene til at kæntre. Her er floden 25 meter dyb. Det er det vanskeligste sted at passere på Rhinen.

#### Niederrhein
I Bonn nord for Siebengebirge løber Rhinen ud på den Nordtyske Slette. Niederrhein begynder, hvor bifloden Sieg løber ud i Rhinen. På dette sted er floden 50 meter over havet. De vigtigste bifloder er Ruhr og Lippe. Niederrein er blevet rettet ud på samme måde som Oberrhein, men her er digerne trukket længere tilbage, så der er bedre plads til at modstå oversvømmelser.
Niederrhein gennemløber kun Nordrhein-Westfalen. Langs denne del af floden er der en stor befolkningstæthed, og der er meget industri, især i det sammenvoksede byområde Köln, Düsseldorf og Ruhr. Her flyder Niederrhein gennem Rhein-Ruhr, som er det største byområde i Tyskland. Duisburg er den vigtigste havneby, og den er den største flodhavn i Europa (Duisburg-Ruhrorter Havn). Den fungerer som forbindelsesled til kysthavnene i Rotterdam, Antwerpen og Amsterdam.
Syd for Duisburg-regionen er landskabet præget af landbrug. Mellem Emmerich og Kleve krydser Emmerich-Rhinen Broen, Tysklands længste hængebro, den mere end 400 meter brede strøm. Nordvest for Emmerich og Kleve når Rhinen frem til den hollandske grænse.
Indtil begyndelsen af 1980'erne var industrien den væsentligste kilde til forureningen af Rhinen. Selv om der findes mange fabrikker langs Rhinen helt til Basel, er det Niederrhein, der har de fleste, da floden løber gennem storbyerne Köln, Düsseldorf og Duisburg. Floden Ruhr, der løber ud i Rhinen ved Duisburg, er i dag en ren flod som et resultat af strengere miljøkontrol og et skifte fra tung til let industri. Endelig har man gennemført en række projekter for at bremse forureningen. Ruhr er i dag leverandør af drikkevand. Andre floder som for eksempel Emscher har stadig en høj grad af forurening.

#### Rhein-Maas–Scheldt Deltaet
Ved grænsen mellem Tyskland og Holland begynder den sidste del af Rhinen, Rhein-Maas–Scheldt Deltaet, som er en betydende naturregion i Holland.
Rhinen bidrager sammen med Maas og Scheldt til Rhein-Maas–Scheldt-deltaet. Resultatet er talrige øer og flodarme. Flodarmenavnene, som ved første øjekast kan virke forvirrende, specialt da en vandvej, som ser ud til at være en sammenhængende strøm, kan skifte navn op til syv gange, f.eks. Rhine → Bijlands Kanaal → Pannerdens Kanaal → Nederrijn → Lek → Nieuwe Maas → Het Scheur → Nieuwe Waterweg (→ Nordsøen). Da Rhinen er den største bidragyder, anvendes ofte den kortere betegnelse Rhinen Deltaet. Det er imidlertid også navnet på deltaet, hvor Rhinen løber ud i Bodensøen, så derfor er det mere betegnende at kalde det store delta for 'Rhein-Maas Delta', eller 'Rhein-Maas–Scheldt Deltaet', da Scheldt løber ud i det samme delta.
Rhinens delta deles ved Millingen i Waal (to tredjedele af den gennemsnitlige vandmængde) og Nederrijn, og som den anden og virkelige deling (bifurkation), grenen IJssel fra Niederrhein i Arnhem. Dette skaber tre hovedstrømsforløb, men på grund af de mange løbende ændringer har det ikke ført til navneændringer i historisk tid:
- Den største og sydligste flodarm begynder ved Waal og fortsætter som Boven Merwede (øvre Merwede) – Nieuwe Merwede – Haringvliet. Beneden-Merwede forgrener sig nær Hardinxveld-Giessendam og fortsætter som Noord. Denne del af floden slår sig sammen med Lek nær landsbyen Kinderdijk og danner floden Nieuwe Maas, som så strømmer forbi Rotterdam og via Het Scheur og Nieuwe Waterweg til Nordsøen. Oude Maas forgrener sig nær Dordrecht, og længere nede møder den Nieuwe Maas og danner Het Scheur. Ruten følger Rhinens kilometrering (Rhinen-km).

- Den mellemste flodarm flyder gennem Nederrijn og Lek og flyder sammen med Noord og danner herved Neue Maas.

- Den nordligste flodarm bevarer navnet Ijssel, indtil den møder den tidligere bugt IJsselmeer, hvorfra den flyder gennem sluser ud i Nordsøen.

Indtil St. Elizabeth oversvømmelsen 1421, hvor digerne brød sammen, flød Maas en smule længere mod syd for dens nutidige linje Merwede – Oude Maas mod Nordsøen. Fra 1421 til 1904 flød Maas (Meuse) og Waal allerede sammen ved Gornchem og dannede Merwede. For at skabe bedre beskyttelse mod oversvømmelser blev Maas (Meuse) skilt fra Waal med en sluse og blev ledt ud i et nyt løb, som blev kaldt "Bergse Mass", og herfra gennem Amer til den tidligere bugt Hollands Diep.
Under Weichsel-istiden var så meget vand bundet som is i polaregnene, at havet lå ca. 100 m lavere end i dag, og den sydlige del af Nordsøen var tørlagt. På dette tidspunkt lå udmundingen af Rhinen nord for Doggerbanke, og Themsen var en biflod til Rhinen.

### Bifloder
Bifloden Aare er den vandrigeste og den fjerdelængste biflod til Rhinen. Den afvander et stort område af Schweiz og bidrager med 560 m³/s, hvilket er mere, end hvad Rhinen selv bidrager med (470 m³/s). De øvrige vandrigeste bifloder er Maas (355 m³/s), Mosel (328 m³/s), Main (225 m³/s) og Neckar (145 m³/s).
Bifloder med middelvandføring på mere end 40 m³/s:
Efter Maas er de længste bifloder Mosel med 544 km (med Moselotte 558 km) og Main med 524 km (med Regnitz 553 km). Bifloder med en længde på mindst 200 km: Neckar, Aare, Lippe, Lahn, Ruhr og Ill (Alsace).
Bifloder med en længde over 200 km:
I tabellen er der medtaget alle bifloder, som har en længde på mindst 60 km eller har en vandstrøm på mindst 20 m³/s.
| Rhinen-km    | side (H/V) | Sideflod                     | Længde i km | Afvandingsareal i km² | vandstrøm (årsgennemsnit) i m³/s | Flod sektion                |
| ------------ | ---------- | ---------------------------- | ----------- | --------------------- | -------------------------------- | --------------------------- |
| *            | H          | Landquart                    | 51          | 616                   | 25                               | Alpenrhein                  |
| *            | H          | Ill (Østrig)                 | 76          | 1.281                 | 66                               | Alpenrhein                  |
| *            | H          | Bregenzer Ach                | 70          | 835                   | 46                               | Obersee                     |
| *            | H          | Argen                        | 94          | 639                   | 20                               | Obersee                     |
| *            | H          | Schussen                     | 62          | 782                   | 12                               | Obersee                     |
| 0065,00      | V          | Thur                         | 135         | 1.696                 | 47                               | Hochrhein                   |
| 0100,17      | H          | Wutach                       | 90          | 1.123                 | 16                               | Hochrhein                   |
| 0102,20      | V          | Aare                         | 288         | 17.720                | 560                              | Hochrhein                   |
| 0164,49      | V          | Birs                         | 73          | 922                   | 15                               | Hochrhein                   |
| 0169,30      | H          | Wiese                        | 57,8        | 453                   | 11,4                             | Oberrhein                   |
| 0253,50      | H          | Elz                          | 90          | 1.481                 | 22                               | Oberrhein                   |
| 0298,16      | H          | Kinzig                       | 93          | 1.406                 | 28                               | Oberrhein                   |
| 0311,19      | V          | Ill (Alsace)                 | 217         | 4.761                 | 54                               | Oberrhein                   |
| 0334,50      | V          | Moder                        | 82          | 1720                  | 17                               | Oberrhein                   |
| 0343,95      | V          | Sauer                        | 70          | 806                   | 4                                | Oberrhein                   |
| 0344,45      | H          | Murg                         | 79          | 617                   | 18                               | Oberrhein                   |
| 0355,50      | V          | Lauter                       | 74          | 382                   | 3                                | Oberrhein                   |
| 0370,00      | H          | Pfinz                        | 60          | 240                   | 2                                | Oberrhein                   |
| 0400,20      | V          | Speyerbach                   | 60          | 596                   | 3                                | Oberrhein                   |
| 0428,20      | H          | Neckar                       | 384         | 13.900                | 145                              | Oberrhein                   |
| 0496,60      | H          | Main                         | 553         | 27.292                | 225                              | Oberrhein                   |
| 0518,70      | V          | Selz                         | 63          | 389                   | 1                                | Oberrhein                   |
| 0529,10      | V          | Nahe                         | 116         | 4.067                 | 30                               | Oberrhein                   |
| 0585,70      | H          | Lahn                         | 250         | 5.925                 | 52                               | Mittelrhein                 |
| 0592,30      | V          | Mosel                        | 558         | 28.286                | 328                              | Mittelrhein                 |
| 0610,20      | H          | Wied                         | 102         | 771                   | 12                               | Mittelrhein                 |
| 0629,40      | V          | Ahr                          | 89          | 900                   | 9                                | Mittelrhein                 |
| 0659,35      | H          | Sieg                         | 156         | 2.857                 | 53                               | Niederrhein                 |
| 0703,30      | H          | Wupper                       | 117         | 827                   | 17                               | Niederrhein                 |
| 0735,50      | V          | Erft                         | 103         | 1.838                 | 16,4                             | Niederrhein                 |
| 0780,10      | H          | Ruhr                         | 221         | 4.485                 | 78                               | Niederrhein                 |
| 0797,70      | H          | Emscher                      | 84          | 775                   | 16                               | Niederrhein                 |
| 0814,45      | H          | Lippe                        | 268         | 4.888                 | 45                               | Niederrhein                 |
| 0925,50      | V          | Maas (1904–1970 selvstændig) | 874         | 34.548                | 355                              | Delta (Waal, Hollands Diep) |
| 1012,70      | V          | Oude Maas                    | 30          |                       |                                  | Delta (Nieuwe Maas)         |
| (til IJssel) | H          | Oude Ijssel                  | 80          | 1.208                 | 9                                | Delta (IJssel)              |
| (til IJssel) | H          | Berkel                       | 115         | 849                   | 9                                | Delta (IJssel)              |
| (til IJssel) | H          | Schipbeek                    | 86          | 352                   | 4                                | Delta (IJssel)              |
| (til IJssel) | H          | Vechte                       | 182         | 5.741                 | 50                               | Delta (IJssel)              |

* før Rhinen-km 0 (Konstanz)

### Større byer
Ved Rhinen ligger 20 byer med mere end 100.000 indbyggere.
En hel del er har været bosættelser under Romerriget som Basel, Strasbourg, Mainz, Koblenz, Bonn, Köln, Neuss, Nijmegen, Utrecht og Leiden. De er blandt de store byer og ligger alle på Rhinens venstre bred fra dengang Rhinen var grænsen til det romerske imperium. I de byer, som ligger på Rhinens højre bred: Karlsruhe, Mannheim, Wiesbaden og Düsseldorf er der bemærkelsesværdigt mange kongelige slotte.
| Rhinen-km   | Bynavn       | indbyggertal | Flod sektion | Bykernens placering på (Venstre/Højre) flodbred |
| ----------- | ------------ | ------------ | ------------ | ----------------------------------------------- |
| 167         | Basel        | 172.000      | Oberrhein    | V (hovedsageligt)                               |
| 294         | Straßburg    | 272.000      | Oberrhein    | V (ligger ved bifloden Ill)                     |
| 359         | Karlsruhe    | 295.000      | Oberrhein    | H (kun i nærheden af Rhinen)                    |
| 425         | Mannheim     | 291.000      | Oberrhein    | H                                               |
| 425         | Ludwigshafen | 159.000      | Oberrhein    | V                                               |
| 499         | Mainz        | 201.000      | Oberrhein    | V                                               |
| 503         | Wiesbaden    | 271.000      | Oberrhein    | H                                               |
| 591         | Koblenz      | 108.000      | Mittelrhein  | V                                               |
| 655         | Bonn         | 308.000      | Mittelrhein  | V                                               |
| 688         | Köln         | 1.014.000    | Niederrhein  | V                                               |
| 699         | Leverkusen   | 159.000      | Niederrhein  | H                                               |
| 740         | Neuss        | 151.000      | Niederrhein  | V                                               |
| 743         | Düsseldorf   | 590.000      | Niederrhein  | H                                               |
| 762         | Krefeld      | 222.000      | Niederrhein  | V                                               |
| 777         | Duisburg     | 487.000      | Niederrhein  | H                                               |
| 884         | Nimwegen     | 166.000      | Delta        | V (Waal)                                        |
| 1000        | Rotterdam    | 616.000      | Delta        | H (Nieuwe Maas)                                 |
| (Nederrijn) | Arnhem       | 150.000      | Delta        | H (Nederrijn)                                   |
| (Oude Rijn) | Utrecht      | 322.000      | Delta        | H (Oude Rijn)                                   |
| (Oude Rijn) | Leiden       | 120.000      | Delta        | H (Oude Rijn)                                   |

### Mindre byer
Blandt de betydeligste mindre byer (20.000–100.000 indbyggere) skal nævnes Basels Chur, Konstanz og Schaffhausen, på Oberrhein Kehl, Speyer, Worms og Ingelheim, på Mittelrhein Bingen, Andernach, Neuwied og Königswinter, på Niederrhein Wesseling, Dormagen, Meerbusch, Monheim, Wesel og Emmerich i deltaet Dordrecht, Deventer og Zwolle.
Blandt de betydeligste byer under 20.000 indbyggere er Vaduz, Kreuzlingen, Stein am Rhein, Breisach am Rhein, Rüdesheim og Remagen.

## Geologi
Rhinen opstod i Oligocæn-perioden for omkring 30 millioner år siden, hvor skiferbjergene blev nedbrudt mellem Brohl og Bonn, hvor havet lå på denne tid.
I løbet af de næste par millioner år blev Rhinen langsomt udvidet mod nord i takt med at havet trak sig tilbage.
Rhinen blev gentagne gange omkring 12.000 år f.Kr. ramt af indstrømmende lava fra Eifel. Selv i dag kan det forekomme, at man kan se gasbobler i flodlejet af Rhinen mellem Koblenz og Andernach. Vulkanologer kan ikke udelukke, at der igen kan komme vulkansk aktivitet ved Rhinen.

## Klima

### Højvande
Langs Oberrhein har de tyske delstater Baden-Württemberg og Rheinland-Pfalz opsat diger for at forhindre oversvømmelser ved højvande. De nybyggede diger ved Ingelheim blev dog oversvømmet d. 16. januar 2011.
| Dato                           | Vandstand0       | Vandstand0 | Vandstand0 | Noter                                                                     |
| Dato                           | 0Maxau0          | Mainz      | Köln       | Noter                                                                     |
| ------------------------------ | ---------------- | ---------- | ---------- | ------------------------------------------------------------------------- |
| Middelværdi vandstand (MW)     | 516 cm           | 301 cm     | 0321 cm    |                                                                           |
| Maria Magdalene Højvandet 1342 | Juli 1342        |            |            | "Det største højvande i historisk tid i Mellemeuropa".                    |
| Højvande 1374                  |                  |            | 01152 cm   |                                                                           |
| med isdække                    | 27. februar 1784 |            |            | 01384 cm                                                                  |
| 1816                           |                  |            |            | Oversvømmelser af Niederrhein, som i det følgende år førte til hungersnød |
| januar 1833                    |                  | 0793 cm    | 0994 cm    |                                                                           |
| november 1882                  |                  | 0795 cm    |            | højeste målte vandstand i Mainz                                           |
| december 1882                  |                  |            | 01052 cm   |                                                                           |
| januar 1926                    |                  |            | 01069 cm   |                                                                           |
| januar 1955                    |                  |            | 0694 cm    |                                                                           |
| februar 1970                   |                  | 0737 cm    | 0987 cm    |                                                                           |
| maj 1978                       | 0847 cm          |            | 0764 cm    | 0                                                                         |
| februar 1980                   | 841 cm           | 0685 cm    | 0931 cm    |                                                                           |
| april 1983                     | 0847 cm          | 0706 cm    | 0984 cm    |                                                                           |
| maj 1983                       | 0859 cm          | 0704 cm    | 0996 cm    |                                                                           |
| juni 1987                      | 0823 cm          | 0704 cm    |            |                                                                           |
| marts 1988                     | 0845 cm          | 0770 cm    | 0995 cm    |                                                                           |
| februar 1990                   | 0855 cm          | 0630 cm    | 0863 cm    |                                                                           |
| december 1991                  | 0823 cm          | 0534 cm    |            |                                                                           |
| december 1993                  | 0749 cm          | 0677 cm    | 01063 cm   |                                                                           |
| maj 1994                       | 0834 cm          | 0506 cm    |            |                                                                           |
| januar 1995                    | 0845 cm          | 0703 cm    | 01069 cm   |                                                                           |
| maj 1999                       | 0884 cm          | 0672 cm    |            | højeste målte vandstand i Oberrhein                                       |
| maj 2002                       | 0750 cm          | 0632 cm    |            |                                                                           |
| august 2007                    | 0858 cm          | 0533 cm    |            |                                                                           |
| januar 2011                    | 0736 cm          | 0649 cm    | 0891 cm    |                                                                           |
| juni 2013                      | 0870 cm          | 0682 cm    | 0765 cm    |                                                                           |

### Lavvande
- November 2011, vandstand i Koblenz d. 28. november: 0,38 m,[26] i Kaub am 30. November: 0,47 m
- April/ maj 2011, 90-års laveste maj-vandstand (Köln): 1,25 m,[27] historisk lavvande i Düsseldorf: 1,07 m[28]
- Sept./okt. 2009 (lavvande i hele Rhinen), vandstand i Koblenz: 0,93 m
- September 2003 (lavvande i hele Rhinen), historisk lavvande i Kaub: 0,35 m; i Mainz 1,24 m;[29] in Köln 0,80 m[27][30]
- November 1997, vandstand i Koblenz: 0,87 m
- Oktober 1985, vandstand i Koblenz: 0,72 m
- Tørkesommeren 1976: ekstrem tørke med temperaturer op til 38° C., med udtørret land og udtørrede åer, førte til sidst til nødslagtning af kvæg på grund af vandmangel.[31][32]
- December 1962 Oberrhein vandstand i Mainz: 1,17 m
- November 1947 Oberrhein, vandstand i Mainz: 1,10 m.[33]
- Januar 1947, vandstand i Koblenz: 0,43 m

Den lave vandstand i Koblenz den 4. december 2011 førte til fundet af 1,8 ton britisk mine.

### Isdække
Tidligere var det ikke ualmindeligt, at Rhinen frøs helt eller delvist til. I vinteren 1783-1784 var der et pludseligt fald i temperaturen, som medførte store ødelæggelser. I 1929 var floden frosset til i næsten hele sin længde. Filmfotografen Georg Dengel fra Wiesbaden lavede en dokumentarfilm Der Rhein in Eisfesseln (Rhinen i islænker). Sidenhen har der været massivt isdække 1947, 1954, 1956 og 1962-63, men disse begivenheder er på grund af den stigende udledning af spildevand og varme fra det udledte kølevand fra atomkraftværker blevet stadig mere sjældne. I kolde vintre kan der dog opstå isdannelser i det hollandske område på grund af den lavere strømhastighed.
På den tid, hvor der ikke fandtes køleskabe, blev isen pakket ind i halm og gemt i stenkældre. Når sommeren kom, blev isen solgt. Der var også festligheder, når hele landbyer besøgte hinanden ved at køre over Rhinens is.

## Miljø

### Fauna
Der findes ikke en fuldstændig oversigt over faunaens udvikling over tid i og ved Rhinen. Men udretningen af flodløbene, dæmninger og udledninger af kemisk forurening, mere industri og øget befolkningstilvækst har alle bidraget til et fald i biodiversiteten. Siden begyndelsen af 1990'erne er det blevet bedre, men samtidig er der indført en række invasive arter som for eksempel ferskvandsmuslinger fra Asien af slægten Corbicula.

#### Hvirvelløse dyr
I Niederrhein var der et markant fald i antallet af arter fra 185 til kun 25 i 1971. Siden er det gået bedre, og i 2000 var man igen oppe på 130 forskellige arter. Heraf er 20 indførte arter, som har fået en dominerende rolle.

#### Fisk
I Rhinen findes 63 fiskearter, kun støren mangler. Alle fiskearter i Rhinen er spiselige. Efter etableringen af fisketrapper udenom stemmeværker (dæmninger) kan også vandrefisk som laks og ørreder nå frem til Oberrhein og dens bifloder, hvor de gyder. Den biologiske mangfoldighed i muslinger, snegle og insekter er steget, og nye invasive arter er naturaliseret.
De største fiskebestande består af: skalle, smelt, esox (geddefamilien), europæisk malle, lampretter, stalling, karpe, døbel, ål, løje, aborre og brasen. Nye invasive arter er: solaborre og sandart og fra Donau broget sortehavskutling og sandkryber.

#### Vandfugle
Rhinen mellem Bodensøen og udløbet i Nordøen er et vigtigt raste- og overvintringsområde for vandfugle. Samtidig fungerer den som navigationslinje for trækfuglene.
Vinterbestanden af vandfugle blev i år 2000 optalt til omkring to millioner fugle fordelt på 42 arter. De vigtigste arter var:
- Planteædende: Blishøne, Blisgås og Gråand
- Muslingeædende: Trold- og Taffeland
- Fiskeædende: Toppet lappedykker og Skarv, under fem procent af den samlede bestand.

### Biotoper
- Vandløb
- Floddale
- Sump og sivskove
- Overdrev
- Hede
- Mangrove

## Forurening
| Forurenende stof | 1985   | 1992   | 2000   |
| ---------------- | ------ | ------ | ------ |
| Ammonium-N2      | 37.000 | 16.800 | 6.800  |
| Bly              | 550    | 330    | 250    |
| Cadmium          | 9      | 5,9    | 5,1    |
| Fosfor (total)   | 32.000 | 13.000 | 13.000 |
| Halogener        | 4.675  | 890    | 1.100  |
| Krom             | 500    | 220    | 150    |
| Kviksølv         | 6      | 3,2    | 1,6    |
| Zink             | 3.600  | 1.900  | 1.400  |

I følge det tyske nationale miljøagentur, som foretager målinger af Rhinens vandkvalitet, er forureningen siden 1960 gradvist faldet i alle årene. Dette skyldes dels det systematiske arbejde med at bygge rensningsanlæg og på den anden side arbejdet med at begrænse udledningen af spildevand og tungmetaller fra de industrielle og kemiske anlæg langs Rhinen.
Mineralminerne i Vogeserne udleder stadig en stor del uanvendelige salte i Rhinen. Byrådet i Amsterdam forsøger at standse disse udledninger gennem en retssag i Strasbourg. Selv om der igen lever omkring 63 fiskearter i Rhinen, vil man fortsat arbejde for at begrænse forureningen. Trods den betydelige reduktion af vandforureningen udledes der stadig for høje mængder af tungmetaller og kemikalier, også pesticider til Nordsøen. Værdierne i tabellen refererer til målepunktet Bimmen på Niederrhein. Disse tal kommer fra den Internationale Kommission for beskyttelse af Rhinen. Kommissionen blev etableret i 1950.
Den 1. november 1986 brændte 1.300 tons kemikalier ved en storbrand i en lagerbygning, der tilhørte selskabet Sandoz (nu en del af Novartis), i industriområdet Schweizerhalle ved Basel. Branden medførte store udledninger af kemikalier (især fosfater og kviksølvforbindelser), som ødelagde en stor del af dyre- og plantelivet. Efter branden døde dyre- og plantelivet på lange strækninger af Rhinen, men i de følgende måneder og år blev bestanden delvist genoprettet.

### Mikroplast
Basel Universitet undersøgte Rhinen for forurening af mikroplast i 2015. De målte koncentrationer var i gennemsnit 892.777 partikler pr. kvadratkilometer, hvilket er den højest målte koncentration i verden. Mellem Basel og Mainz blev der målt 202.900 partikler / km², men i Rhein-Ruhr var tallet ti gange højere med et gennemsnit på 2,3 millioner partikler / km².
Den højeste måling var dog ved den hollandske grænse ved Rees, hvor der var 3,9 millioner partikler / km².
Samlet set kan man beregne, at Rhinen udleder 191 millioner partikler / km², omkring ti tons om året til Nordsøen.

### Drikkevand
Mange byer udvinder renset drikkevand direkte fra Rhinen. Vandværket Koblenz-Oberwerth forsyner Koblenz, mens vandværket på Rhin-øen Petersaue forsyner Mainz. Holland er især afhængig af drikkevandsudvinding. En anden metode er at anvende et system af injektionsbrønde, hvor vand pumpes ned i de lavere lag og hermed får grundvandet til at stige, og hertil et stort antal indvindingsbrønde, hvor grundvandet pumpes op. Det anvendes på vandværket Schierstein, som forsyner Wiesbaden.
For at kunne reagere hurtigt i tilfælde af ulykker, hvor Rhinen forurenes af farlige stoffer, er der syv internationale alarmcentraler mellem Basel og Arnhem. Ved hjælp af en matematisk simuleringsmodel kan de beregne udbredelseshastigheden af en bølge af forurening.

## Økonomisk anvendelse

### Vin og vinkultur
Vin karakteriser naturen og kulturen ved Rhinen. Landskabsnavne som Rheingau, Rheinhessen eller Kaiserstuhl (Baden) er også navne på vinregioner. Særligt vanskeligt er det at dyrke vinen på de stejle vinmarker ved Mittelrhein. Mange steder var ikke muligt at indføre maskinbrug. Men da vinen er specielt god på de stejle, glatte skråninger, er det umagen værd, selvom det kræver en større indsats. Vinproduktionen har en stor økonomisk betydning for regionen.

### Kraftværker

#### Vandkraftværker
Ved Rhinens udspring ligger magasinkraftværkerne Hinterrhein og Vorderrhein med flere vandreservoirer. Fra Alpenrhein til midt på Oberrhein er der er mange flodkraftværker .
- Alpenrhein: Flodkraftværket Reichenau.
- Hochrhein: Flodkraftværkerne Schaffhausen – Neuhausen – Rheinau – Eglisau-Glattfelden – Reckingen – Albbruck-Dogern – Laufenburg – Säckingen – Ryburg-Schwörstadt – Rheinfelden (gamle og nye Rheinfelden) – Augst / Wyhlen – Birsfelden.
- Oberrhein med Grand Canal d'Alsace (Rheinseitenkanal): Flodkraftværkerne Kembs – Ottmarsheim – Fessenheim – Vogelgrun – Marckolsheim – Rhinau – Gerstheim – Strassburg – Rheinau-Gambsheim – Iffezheim.

#### Stenkulskraftværker
Kulkraftværkerne forbrænder stenkul, og værkerne nedkøles med kølevand fra Rhinen.
Ved Oberrhein ligger de store kulkraftværker "Rheinhafen-Dampfkraftwerk Karlsruhe" i Karlsruhe og "Grosskraftwerk Mannheim". På Niederrhein ligger kulkraftværker i Walsum og Voerde og det nu nedlagte kulkraftværk Reisholz (1908-1966), som i 1918 var det største stenkulsfyrede kraftværk i verden.

#### Atomkraftværker

##### Dodewaard (NL)
Hollands første atomkraftværk Dodewaard (Rhinen-km 900) havde en effekt på 58 MW. Værket er fra 1967, og det blev lukket ned i 1997.

##### Biblis (D)
De to reaktorer på det tyske atomkraftværk Biblis (Rhinen-km 455) havde en samlet effekt på 2.525 Megawatt. Opførelsen kostede 10 milliarder kr., og reaktorerne blev sat i drift 1975 og 1977. Vandet fra Rhinen blev brugt til at køle reaktoren ned, men samtidig var der opført to køletårne, som kunne aktiveres, hvis det blev nødvendigt. Efter nedsmeltningen af det japanske atomkraftværk Fukushima den 11. marts 2011, besluttede man en uge senere, d. 18. marts 2011, midlertidig at lukke Biblis i tre måneder. Efterfølgende blev lukningen permanent. Værket er nu ved at blive lukket ned.

##### Philippsburg (D)
Atomkraftværket Philippsburg (Rhinen-km 389) blev planlagt 1969 og består af to blokke. Blok 1 med 968 Megawatt blev sat i drift 1980, men blev lukket ned i marts 2011 efter ulykken på Fukushima værket i Japan. Blok 2 med 1.460 Megawatt blev sat i drift 1985 og er fortsat i drift. Reaktoren køles delvist med vand fra Rhinen. Regeringen har planlagt lukning fra 2019 som led i sin beslutning fra 2011 om at blive uafhængig af atomkraftværker.

##### Mülheim-Kärlich (D)
Atomkraftværket Mülheim-Kärlich (Rhinen-km 604) blev påbegyndt i 1975. Værket havde en effekt på 1.302 megawatt og et 162 meter højt køletårn. Det var en 4. generations trykvandsreaktor, hvor moderator og kølemiddel består af almindeligt vand under højt tryk. Det høje tryk gør, at vandet ikke koger. Dette er den almindeligste reaktortype i verden. Opførelsen kostede 30 milliarder kr., og det blev sat i drift 1. marts 1986, men allerede 9. september 1988, efter kun 2½ år, blev driften indstillet, fordi byggetilladelsen ikke var lovlig, da man ikke havde taget hensyn til, at værket lå i et område med risiko for jordskælv. Sagen blev endelig afgjort 1998 ved højesteretten i Berlin. Værket er nu ved at blive revet ned. Det vil koste 5 milliarder kr. og forventes afsluttet i midten af 2020.

##### Fessenheim (F)
Atomkraftværket Fessenheim (Rhinen-km 210) er Frankrigs ældste atomkraftværk, som stadig er i drift.
Det ligger på vestsiden af Grand Canal d'Alsace (Rheinseitenkanal) og har to trykvandsreaktorer med en samlet effekt på 1.760 megawatt. Atomkraftværket har ingen køletårne og er således afhængig af kølevandet fra kanalen. Det medfører en opvarmning af Rhinens vand. I sommeren 2003 måltes en temperaturstigning på 1,7 °C.
Efter François Hollande vandt det franske præsidentvalg 2012, gav han ordre til, at værket i 2016 skulle lukkes.

##### Leibstadt (CH)
Atomkraftværk Leibstadt (Rhinen-km 107) ligger ved Waldshut-Tiengen i Schweiz. Den har en reaktor med en effekt på 1.220 Megawatt og et 144 meter højt køletårn. Opførelsen startede 1974, og den blev koblet på nettet d. 15. december 1984. Oprindeligt var det planen at bruge kølevand fra Rhinen, men det forhindrede en domstol, så i stedet blev køletårnet opført. Atomkraftværket er det største i Schweiz.

## Transport
Rhinen er på lange strækninger vandvej, som på begge sider har jernbaner og motorveje. Den har derfor spillet en vigtig rolle i opbygningen af industribyerne Köln, Koblenz, Mainz, Ludwigshafen, Mannheim, Karlsruhe, Strasbourg og Basel.
Floden er en billig transportvej for både råvarer og færdigprodukter. Det har været en vigtig konkurrenceparameter for olieraffinaderier, petrokemiske virksomheder, plastindustrien, jernindustrien og kemiske virksomheder. Transportmængden var i 2005 på 236.765 millioner tons.

### Trafik
Rhinen er sejlbar for større skibe fra Basel til udmundingen i deltaet. Fra Breisach til kort før Basel ledes skibstrafikken gennem den franske kanal Grand Canal d'Alsace (Rheinseitenkanal). Fladbundede skibe, som kan passere under Mittlere Brücke i Basel, kan sejle videre til havnen i Rheinfelden. Da regnmængderne i Rhinens afvandingsområde er meget regelmæssige, er det generelt muligt at sejle året rundt uden problemer på hele strækningen.
På Oberrhein mellem Mannheim og Iffezheim kan det være nødvendigt at tage lods ombord. Ovenfor Rheinfalls er der spærret for skibstrafik ved broen i Neuhausen am Rheinfall for hver vandvej. I sommermånederne kan man sejle fra broen over Rhinen i Schaffhausen og op til Bodensøen. Opstrøms fra Stein am Rhein er Rhinen ikke reguleret, og det er derfor vandstanden, der afgør, om den er sejlbar.

### Skibsfart
Sejlads på Rhinen og dens bifloder har en lang tradition, som blev skabt længe før nutidens vigtige økonomiske og industrielle centre blev forbundet af floden. I dag er Rhinen en af de travleste vandveje i verden.
Efter Wienerkongressen stiftede landene omkring Rhinen på et møde i Mainz 1816 en kommission, som senere kom til at hedde "Centralkommissionen for sejlads på Rhinen". Opgaven var at udarbejde et fælles regelsæt for sejlads på Rhinen på ruten fra Basel til Nordsøen. Det første regelsæt af 31. marts 1831 (Mainzer loven) garanterede fri sejlads til det åbne hav, afskaffede nogle særregler på strækningen mellem Köln og Mainz, og endelig blev de tilgrænsende lande forpligtiget til at fjerne hindringer for sejladsen. Fra 1817 rettede man Oberrhein ud, så der blev bedre sejlmuligheder. Det reviderede regelsæt fra 17. oktober 1868 (Mannheim-konventionen) fastlagde de stadig gældende principper for sejlads på Rhinen. Samtidig vedtog man, at sejladsen skulle være fritaget for skatter og afgifter. Schweiz, Frankrig, Tyskland, Holland og Belgien er repræsenteret i Centralkommissionen, som siden 1920 har haft hovedsæde i Strasbourg.
De deltagende lande har indarbejdet regelsættet i deres nationale lovgivning. Håndhævelsen af reglerne varetages af de enkelte landes politimyndigheder. I Tyskland ligger ansvaret hos de enkelte delstater, som har deres eget maritime politi.
Tyskland og Frankrig er blevet enige om at samarbejde om udførelsen af de maritime politiopgaver på Oberrhein. Aftalen blev oprettet i 10. november 2000. Det fransk-tyske maritime politi blev oprettet 2012 og har hjemsted i Kehl og lokalkontorer i Gambsheim og Vogelgrun. De har blandede besætninger på patruljefartøjerne.

### Tysklands nationale vandveje
Hele den tyske del af Rhinen er betegnet som en national vandvej (Bundeswasserstraße). Fra Basel til Breisach følger skibstrafikken den franske Grand Canal d'Alsace (Rheinseitenkanal).

### Kanalforbindelser
Rhinen har kanalforbindelser til andre floder.:
- Mulhouse kanalen (Canal de Mulhouse) begynder nord for Basel ved Kembs i Grand Canal d'Alsace (Rheinseitenkanal) og møder i Mulhouse Canal du Rhône au Rhin, men kanalen er kun interessant for turister.
- Marne-Rhinen kanalen (Canal de la Marne au Rhin) forbinder Rhinen fra Strasbourg til Vitry-le-François ved Marne, hvorfra man kan sejle videre til Seinen og Paris. Undervejs på de 313 km er der 4 tunneller og 154 sluser, så kanalen er kun egnet til sportsbåde og små skibe op til 38,5 meters længde og 5,05 meters bredde.
- Gennem floden Main og videre ad Main-Donau-Kanalen til Donau er den korteste sejlrute fra Nordsøen til Sortehavet. Kanalen blev indviet i 1992, og der er 16 sluser på de 171 km.
- Fra Rhinen ved Duisburg er der forbindelse gennem Rhein-Herne-Kanal og videre fra Wesel gennem Wesel-Datteln-Kanal til Ems hvor man når Dortmund-Ems-Kanal. Herfra kan man sejle videre ad den vigtige Vest-Øst-Forbindelse Mittellandkanalen gennem den Nordtyske Slette til Weser, Elbe og Oder.
- Fra Venlo ved Maas til Rhinen ved Rheinberg påbegyndtes kanalen Fossa Eugeniana i 1626, men den blev aldrig færdig.
- Napoleon 1. af Frankrig gjorde 1809 et nyt forsøg på at skabe forbindelse fra Maas til Rhinen. Hans projekt, Nordkanal, startede ved Grimlinghausen ved Rhinen via Neuss) til Venlo ved Maas, men også dette projekt blev opgivet.
- I Nijmegen ved (Rhinen-km 887,1) starter Maas-Waalkanaal.
- Ved Tiel (Rhinen-km 913,5) er der forbindelse fra Waal til Amsterdam gennem Amsterdam-Rijnkanaal fra 1952. Kanalen er 72 km lang og har tre sluser. Undervejs passeres Utrecht.
- Ved Rhinen-km 926,1 er der en forbindelse til Maas gennem kanalen Kanaal van St. Andries.
- Ved Woudrichem (Rhinen-km 952,5) er sejlruten til Afgedamde Maas (den inddæmmede Maas).
- Ved Gorinchem (Rhinen-km 955,5) er der forbindelse gennem Merwedekanaal til Amsterdam-Rijnkanaal.

Desuden er der nogle urealiserede kanalprojekter i Alperne, som skulle have forbundet Rhinen med floderne Rhône eller Po.

### Vandstandsmålinger
Vandstanden måles ved målestationer langs Rhinen, og de målte værdier overføres elektronisk til det Tyske Institut for Hydrologi i Koblenz. De vigtigste målestationer, der måler vandstanden på Rhinen, ligger ved Duisburg-Ruhrort, Kaub og Karlsruhe-Maxau. Duisburg er afgørende for ruten til Koblenz og Kaub, mens Karlsruhe-Maxau er vigtig for de sydlige dele af Rhinen. Ved lavvande er vandstandsmålingerne vigtige for at kunne beregne hvor meget last, der kan medbringes. Der beregnes også et fragttillæg ved lavvande. Ved højvande kan broerne være umulige at komme under.
For alle målestationerne er der fastlagt to højvandsmærker I og II. Når vandet når højvandsmærke I, så er der hastighedsbegrænsninger, mens floden lukkes for trafik når højvandsmærke II nås.

### Krydsninger af Rhinen

#### Broer
Broerne langs Rhinen sætter deres eget præg på floden. Den første bro opførte Julius Cæsar 53 år f.Kr. ved Urmitz. Romerne anvendte materialerne sten eller træ på samme måde som senere brobyggere i Middelalderen og Tidlig moderne tid. Romertidens broer lå ved Bad Zurzach, Stein am Rhein, Kaiseraugst, Breisach am Rhein, Strasbourg, Mainz, Koblenz og Köln.
I midten af det 19. århundrede var der nedenfor Basel udelukkende pontonbroer over Rhinen. Broerne kunne åbnes, således at skibe og de store tømmerflådninger kunne passere.
Industrialiseringen skabte behov for mere trafik, og samtidig kom der nye brobygningsmaterialer og -teknikker. Derfor blev der i anden halvdel af det 19. århundrede og i begyndelsen af det 20. århundrede bygget flere nye broer. Det var først og fremmest jernbanebroen Hohenzollernbrücke i Köln, som på grund af sin størrelse og materiale i stål satte nye normer for brobygningen. Men militære aspekter spillede også en rolle, for eksempel Ludendorff Broen mellem Remagen og Erpel, som blev anlagt under 1. verdenskrig 1916-19, og som senere spillede en væsentlig rolle for de amerikanske styrker under 2. verdenskrig.
I anden halvdel af det 20. århundrede blev der opført talrige vejbroer og motorvejsbroer, som blev bygget i beton. I begyndelsen af det 21. århundrede begyndte man at opføre broer udelukkende for fodgængere og cyklister som for eksempel Passerelle des Deux Rives mellem Strasbourg og Kehl.

#### Færger
Udover broerne spillede færger af forskellige størrelser en vigtig rolle. I det 19. århundrede var de fleste færger af typen kabelfærge, som anvendte vandstrømmen i Rhinen som drivkraft. Færgerne var fastgjort med et kabel til et andet kabel, der var spændt ud over Rhinen i stor højde. Ved at dreje båden op mod strømmen blev den skubbet over til den anden side. I dag er der kun to sådanne færger tilbage ved Basel og ved Plittersdorf nær Rastatt, som mest har turistmæssig betydning. Først i det 19. århundrede blev de fleste færger erstattet af først dampfærger og senere af motorfærger.
I Oberes Mittelrheintal findes der ingen broer, men kun færger mellem Wiesbaden og Koblenz, en strækning på 80 Rhinen-km. Mellem Neuwied og Bonn er der 40 Rhinen-km, hvor man kun kan krydse Rhinen med færge. På Oberrhein mellem Worms und Mainz er der 50 Rhinen-km uden vejbro, men med to bilfærger.

#### Svævebaner
Der er to svævebaner over Rhinen. Svævebanen ved Köln går fra byens zoologiske have over Rhinen. Den blev bygget 1957 i forbindelse med den årlige nationale haveudstilling.
I Koblenz blev svævebanen oprettet 2011 i forbindelse med den nationale haveudstilling. Man ønskede både at skabe en attraktion og samtidig at få en miljøvenlig transport mellem parken ved Deutsches Eck og borganlægget Ehrenbreitstein. Med en længde på 890 meter er det den længste tyske svævebane af sin art nord for Alperne. UNESCO optog den "Romantiske Rhin" på Verdensarvslisten i 2002. Svævebanen bragte nu denne godkendelse i fare, men på den 37. samling i World Heritage udvalget i Phnom Penh den 19. juni 2013 besluttedes det at tillade driften af svævebanen frem til 2026.

### Havne
Ved Rhinens udmunding ligger Rotterdam Havn, som er en af verdens største. Den har nydt godt af industrialiseringen langs Rhinen, som har medført større godsmængder især fra Ruhr-området. Blandt de syv største flodhavne i Tyskland ligger de seks langs Rhinen. Duisburg-Ruhrorter Havn er den største flodhavn i Europa. Herefter kommer Köln, Ludwigshafen, Neuss, Mannheim und Karlsruhe. Port Autonome de Strasbourg er den næststørste flodhavn i Frankrig. Havnen i Basel (Schweizerische Rheinhäfen) er det vigtigste knudepunkt for Schweizs import og eksport af varer og gods.

### Afstandsmarkering (Rhinen-km)
Allerede i 1806 begyndte Johann Gottfried Tulla, lederen af anlægsarbejder ved Rhinen i Baden, at tegne et sammenhængende kort over Rhinen. Fra 1826 blev Rhinen rettet ud og forkortet med 81 km mellem Basel og Bingen. Fra 1839 blev der udgivet årlige rapporter om opmålingen. Man opsatte markeringssten for hver ti km i 1863. Men de enkelte strækninger havde hver deres eget udgangspunkt for opmålingen.
Den nugældende afstandsmarkering af Rhinen for Schweiz, Tyskland og Holland trådte i kraft 1. april 1939. Afstanden beregnes fra rhinenbroen i Konstanz og slutter vest for Hoek van Holland ved Rhinen-km 1.036,20. Afstandsmarkeringen anvendes af alle myndigheder.
Fra Rhinen-km 867 ved Millingen i Holland fortsætter kilometerafmærkningen på de tre flodarme Waal, Nederrijn og IJssel.
De enkelte lande har opsat afstandsmarkeringer for hver Rhinen-km. På de hollandske ruter anvendes plader med hvide tal på en sort baggrund på begge flodsider, men kun for hver hele kilometer. I Tyskland har man suppleret markering af de halve Rhinen-km med fire hektometer markeringer til hver side. For at undgå at skulle flytte alle disse markeringer hver gang, der sker en ændring i flodens løb, har man aftalt en afvigelsesliste. F.eks. er flodløbet nu 400 meter kortere mellem Rhinen-km 22 og 23 ved Stein am Rhein, og 365 meter kortere mellem Rhinen-km 436 og 437 ved Roxheim, og endelig er floden 475 m kortere mellem Rhinen-km 529 og 530 ved Bingen. I alt er floden således 1,25 km kortere and Rhinen-km angiver ved flodens udmunding.

### Tømmerflåder
Indtil midten af det 20. århundrede var der regelmæssigt tømmerflådning af brænde og tømmer, hovedsageligt fra Schwarzwald. Ved Koblenz var tømmerflåderne op til 400 meter lange og op til 80 meter brede og bemandet med op til 500 flådedrenge. Syd for Koblenz var tømmerflåderne mindre. Jernbanens indtog og stigningen i skibsfarten betød, at tømmerflådningen blev sjældnere, indtil den 1967 blev helt indstillet.
Der var også tømmerflåder fra Kanton Graubünden til Bodensøen. Fra 1291 blev Alpenrhein betragtet som en hovedfærdselsåre, som alle kunne benytte. Handlende anvendte flåder til at transportere de varer, som de solgte undervejs, for det meste var det brænde eller forarbejdet træ.

## Kultur

### Parker
Langs Rhinens bredder ligger en række parkanlæg. Den første tyske kejserinde Augusta af Sachsen-Weimar-Eisenach, gift med kejser Wilhelm 1. af Tyskland anlagde 1856 en park ved Rhinens bred i Koblenz. Senere blev parken udvidet til en længde på 3,5 km. Parken blev 2011 grundigt restaureret i forbindelse med den nationale, tyske haveudstilling.
I Bingen anlagdes ligeledes et parkanlæg 2008 i forbindelse med en haveudstilling. I Köln anlagde man 1957 tilsvarende parkanlæg af samme årsag. Bonn inddrog enge og landbrugsjord og anlagde et 160 ha parkanlæg, da man afholdt haveudstillingen 1979. I dag fungerer det som et rekreativt område og bruges til store begivenheder såsom udendørs koncerter, festivaler og loppemarkeder.

### Romantik
Rhinens legender omfatter riddere, drager, ensomme jomfruer på høje klipper (Lorelei), hensynsløse skippere på forulykkede skibe samt flittige dværge og nisser. Der indgår endvidere et par sange samt nogle slotte, som for eksempel Stolzenfels Slot i Koblenz eller Haut Koenigsbourg i Alsace. En af de mest berømte legender er Nibelungenlied, et heltekvad, som handler om ødelæggelsen af burgundernes første kongedømme omkring Worms, fremkaldt af den romerske hærfører Aëtius i 436.
Der er en lang række sange, som forbindes med den romantiske Rhinen. Repertoiret spænder fra drikkeviser som „Einmal am Rhein“ af lyrikeren Willi Ostermann og patriotiske sange fra det 19. århundrede (som for eksempel „Zwischen Frankreich und dem Böhmerwald“ af August Heinrich Hoffmann von Fallersleben, kendt fra "Sur, Sur, Sur, lille bi omkring") til den nationalistiske "Die Wacht am Rhein" af Max Schneckenburger. Blandt de mest berømte rhinsange er Lorelei-sangen "Ich weiß nicht, was soll es bedeuten" (Jeg ved ikke, hvad det skal betyde) af Heinrich Heine.
På grund af dens betydning i forhold til andre tyske floder er Rhinen også blevet forgudet med tilnavnet "Far Rhinen".

### UNESCOs Verdensarvsliste
Kulturlandskabet Mittelrhein ved floden Rhinen som er Rhindalen mellem Bingen/am Rhein og Koblenz blev medtaget på listen over UNESCOs Verdensarvsliste den 27. juni 2002. Området strækker sig over en længde på 67 km langs Rhinens løb gennem skiferbjergene.

## Diverse
- På Namedyer Werth, en halvø i Rhinen ved Andernach, finder man Geysir Andernach, som er den højeste koldtvandsgeyser i verden.
- I 1966 svømmede en hvidhval op gennem Rhinen til Bonn, hvor den vendte om og fortsatte tilbage ud i Nordsøen. Turen tog en måneds tid, og hvalen fik sit eget kælenavn "Rhinens Moby Dick.
- På et skilt ved Rhinens udspring ved Tomasee stod der fejlagtigt, at Rhinen havde en længde på 1.320 km og ikke 1230 km. Formodentlig en tastfejl, da skiltet blev lavet. Det betød imidlertid, at der i årtier stod en forkert længde (1.320 km) på Rhinen i leksika, lærebøger og officielle opslagsbøger.[53][4]
- Klaus Pechstein fra Linz am Rhein svømmede 1969 gennem hele Rhinen, fra kilderne i Schweiz til Nordsøen i tiden 260 timer (30 dage). Ernst Bromeis fra Schweiz mislykkedes, da han 2012 forsøgte at slå rekorden.[54]
- Kemiprofessor Andreas Fath fra Furtwanger svømmede 2014 fra Rhinens udspring til Nordsøen for at få opmærksomhed og støtte til sit arbejde med at begrænse forureningen af Rhinen.[55]
- I juli 2010 tilbagelagde schweizeren Corrado Filipponi den 1.161 km lange strækning fra Chur til Rhinens udmunding ved Hoek van Holland med en kajak på rekordtiden 7 dage, 10 timer og 16 minutter.[56]